# JOTARI
Het acroniem JOTARI staat voor Jamboree on the air radio and internet en is een samenvoeging van JOTA en JOTI met toevoeging van radio en in sommige gevallen zelfs televisie (video’s).
Tijdens het derde volledige weekend van oktober communiceren scouts over de hele wereld met elkaar via deze twee media. Het volledige gebeuren heeft veel weg van een wereldjamboree, alleen komen langs deze weg een half miljoen jongeren met elkaar in contact.